# Colorant d'oxydation
Les colorants d’oxydation ou couleurs d’oxydation sont des colorants insolubles utilisés en teinturerie pour la teinture du coton. Le principal colorant d'oxydation est le noir d'aniline.
Ils dérivent de bases aromatiques insolubles dont la condensation se fait au sein de la fibre à l’aide d’agents oxydants. 

## Mise en garde
La teinturerie peut être considéré comme une industrie artisanale. Le côté industriel se retrouve dans les structures et infrastructures que doit posséder une teinturerie. Le côté artisanal tient au fait qu'en partant d'un procédé de base, l'interprétation qu'en fait le teinturier diffère en fonction des machines dont il dispose, de la présentation de la marchandise à teindre (bourre, fils, tricot, tissus, tapis, dentelles, passementerie, lacets, cordes pour saucissons etc.), de l'usage auquel l'article est destiné, du prix que le donneur d'ordre est prêt à payer , etc.

## Lenoir d'aniline
On distingue suivant le mode d’oxydation : 
- Les Noirs d’oxydation,
- Les Noirs vapeur,
- Les Noirs plein bain comprenant les noirs directs et les noirs de teinture.

### Préparation de l’aniline
But : Solubiliser  l’huile d’aniline à l’aide d’un acide (acide chlorhydrique, acide acétique, acide formique, acide tartrique) avec un léger excès en huile d’aniline. 
On trouve également la forme commerciale sous forme de sel d’aniline ou chlorhydrate d’aniline, d’un emploi plus facile.

### Formule de base pour la préparation du bain de foulardage
De l'huile d’aniline, de acide chlorhydrique, du chlorate de sodium, du sulfate de cuivre.

#### Pour le noir d’oxydation
La marchandise est imprégnée convenablement puis la marchandise passe dans une chambre d’oxydation à 50 °C - 60 °C en atmosphère humide. 
Ensuite on poursuit l’oxydation par étendage à l’air. À l’issue du verdissage on procède à la transformation en noir dans un bain contenant : du bichromate de sodium ou du bichromate de potassium, de l’huile d’aniline et de l’acide sulfurique. Ensuite la marchandise est rincée et savonnée, ce qui génère un beau noir au reflet bleuté.

#### Pour le noir vapeur
Cette teinture se fait sur pièces, suivant un procédé à la continu, l’oxydation se fait ici par un court vaporisage. 
Le bain d’imprégnation se compose de sel d’aniline dissout, d'un colloïde protecteur, de sulfocyanure d’ammonium, de la paraphénylènediamine (préalablement dissoute) , puis de ferrocyanure de potassium, et enfin de chlorate de sodium.
Après l’oxydation, on traite dans un bain contenant du bichromate de sodium et du carbonate de sodium.
- Avantages et inconvénients : Donnent des noirs très solides en général, les fibres subissent une certaine altération.

#### Pour les noirs plein bain
La teinture se fait en deux temps, imprégnation de la marchandise dans un bain contenant de l’huile d’aniline, de l’acide chlorhydrique et de l’acide sulfurique. Puis soulèvement des écheveaux hors du bain. On ajoute alors du bichromate de sodium ou du bichromate de potassium. On descend les écheveaux et l'on traite 30 minutes à froid puis 30 minutes à 70 °C. 
Rincer et savonner pour terminer.
- Avantages et inconvénients : Les teintures sont peu solides au frottement, mais elles sont très résistantes aux réducteurs acides et n’altèrent pas la fibre.

## La basediphényle
Préparation du bain d’imprégnation
- Préparation 1. La Base diphényle est dissoute à chaud avec de l’acide lactique et de l'acide acétique puis on ajoute de l’adragante[5].
- Préparation 2. On prépare une solution de chlorure d'aluminium, de chlorure de chrome, de chlorure de cuivre puis enfin du chlorate de sodium

On mélange à parts égales les deux préparations, la marchandise est imprégnée, séchée et vaporisée. Puis simplement savonnées et séchées.
- Avantages et inconvénients : D'un emploi plus simple que les précédents, ils ont l'avantage d'être impossible à verdir même sous l'action prolongée des intempéries, et la fibre est moins altérée qu'avec le noir d'aniline.